# Jardín Botánico Regional de la Costa Norte
El Jardín Botánico Regional de la Costa Norte (inglés: North Coast Regional Botanic Garden) es un jardín botánico de 20 hectáreas de extensión, próximo a Coffs Harbour, Nueva Gales del Sur, Australia. 
El código de reconocimiento internacional de "North Coast Regional Botanic Garden" como miembro del "Botanic Gardens Conservation Internacional" (BGCI), así como las siglas de su herbario es COFF.

## Localización e información
El jardín botánico se ubica en Hardacre Street, a un kilómetro del centro de Coffs Harbour en la región de Mid North Coast de New South Wales, Australia.
North Coast Regional Botanic Garden, C/- Parks Branch, Coffs Harbour City Council, Coffs Harbour, NSW 2450, Australia.
Planos y vistas satelitales.30°17′51.47″S 153°7′26.63″E / -30.2976306, 153.1240639
Este jardín botánico está abierto todos los días del año de 9 a. m. a 5 p. m. La entrada es gratuita.

## Historia
El jardín botánico regional de la costa del norte es renombrado por su "bushland" (matorral) natural así como sus especies exóticas. 
Los jardines tienen áreas herbosas tranquilas y lechos de cultivo en el jardín con plantas de muchas partes del mundo. Una característica especial es las plantaciones de árboles raros de la selva tropical de Nuevo Gales del Sur norteño. Supervisado por el eminente botánico australiano, Alexander Floyd. 

## Colecciones botánicas
El 70 % de las colecciones corresponde a la flora australiana.
Entre sus secciones:
- Invernaderos contienen exhibiciones raras de bromelias, de orquídeas, de cactus y de especies tropicales.
- Jardín sensorial adyacente a los invernaderos es un escaparate para las rosas, las hierbas y otras plantas que "estimulan los sentidos".
- La selva tropical,
- La flora nativa,
- Plantaciones exóticas
- El paseo de mangles (Avicennia marina) junto al mar.
- Área de Pícnic,

Los senderos que lo atraviesan son accesibles para pequeños vehículos eléctricos y sillas de ruedas, comunicando las secciones ajardinadas donde se cultivan especies raras y en peligro, mangles naturales.

## Galería de imágenes

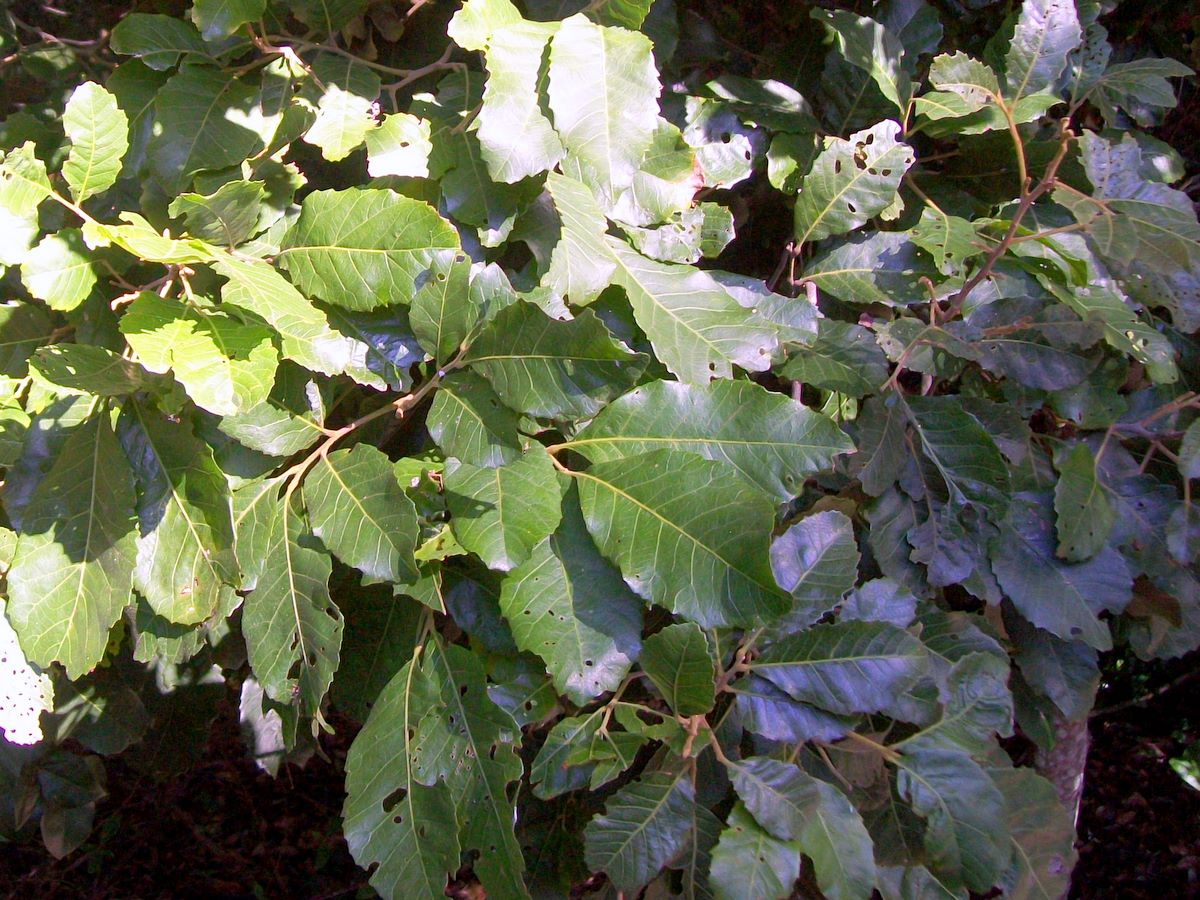
Elattostachys xylocarpa.
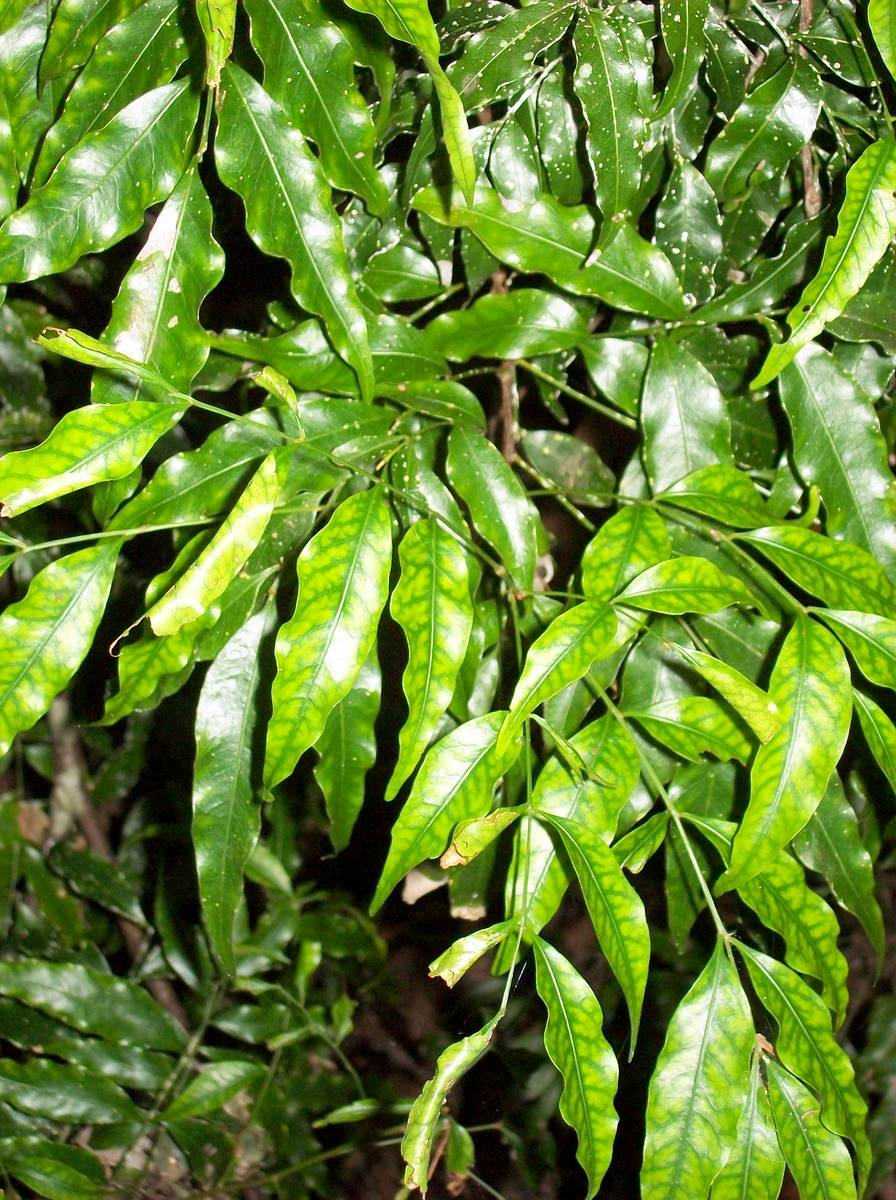
Lepiderema pulchella.
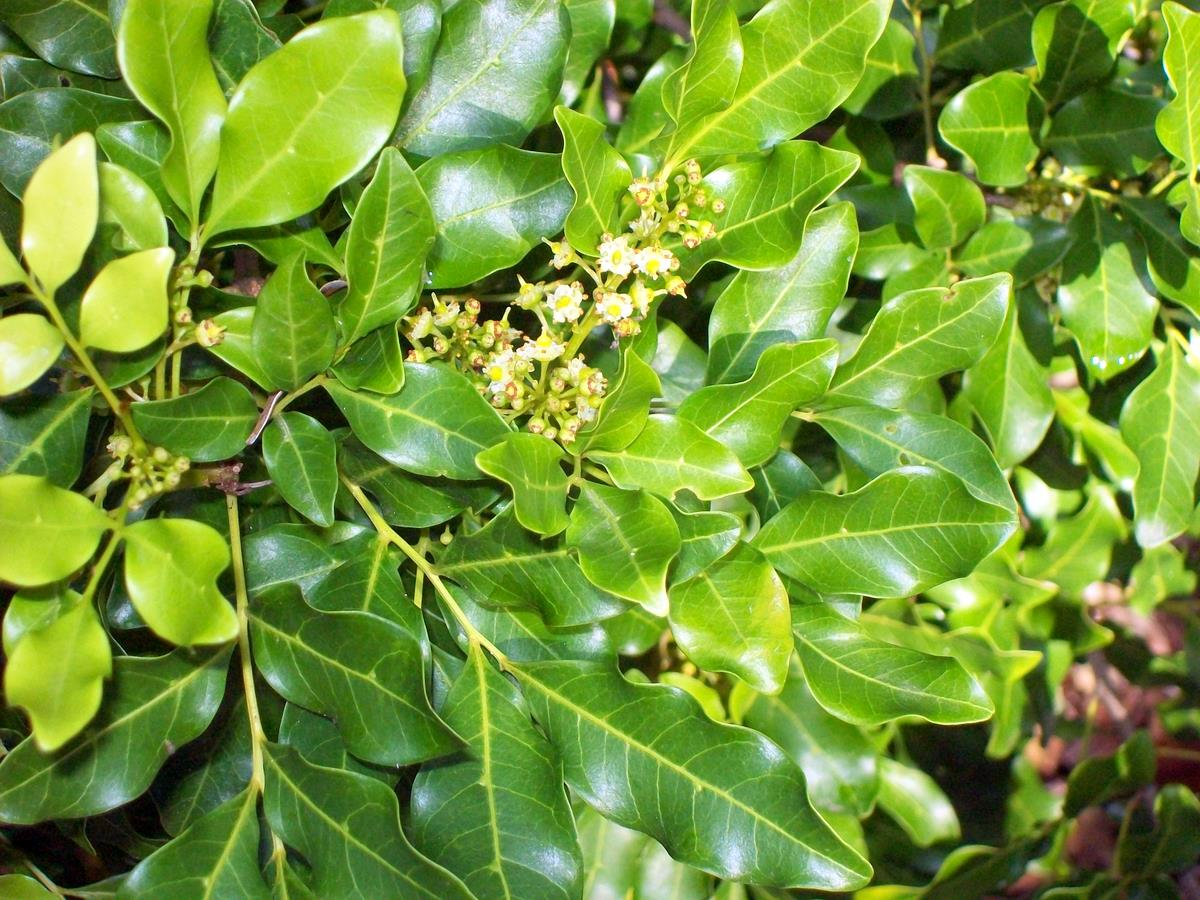
Toechima tenax.
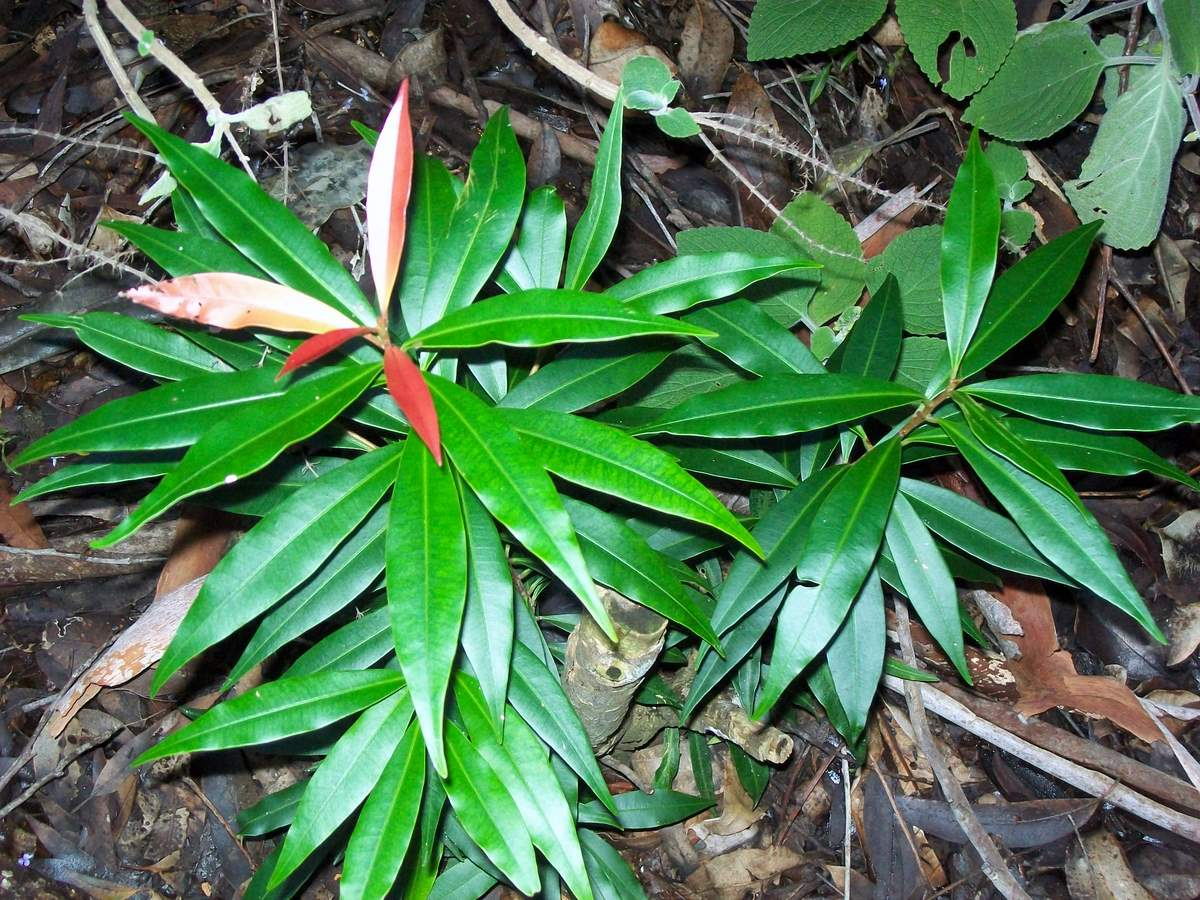
Quassia Mt Nardi - Coffs.